# Arábia Saudita nos Jogos Olímpicos de Verão de 1996
Arábia Saudita participou dos Jogos Olímpicos de Verão de 1996 em Atlanta, Estados Unidos.